# さっさとはおー
『さっさとはおー』は、2022年10月11日からニコニコチャンネルと連携した形でニコニコ生放送にて配信されているインターネットラジオ番組。パーソナリティは声優の篠原侑と稲垣好。

## 概要
2022年10月11日よりニコニコチャンネル「セカンドショットちゃんねる」で配信開始された映像付きラジオ番組。番組タイトルは2人の愛称から付けられている。

## 配信時間
- 隔週火曜日 22:30 - 23:00
  - ニコニコチャンネルでは配信直後にアフタートーク、および1週間のタイムシフト期間終了後に完全版のアーカイブが有料会員限定で公開されている。
  - YouTubeの「セカンドショットちゃんねる」でも本編のみ同時配信されており、隔週水曜日14:00に前日に配信した「本放送」のアーカイブを4週間限定で公開。
  - 2024年6月8日から受けたニコニコサービスへのサイバー攻撃の影響により、ニコニコサービス全体が利用できなくなったため、第42回（2024年6月18日配信）よりニコニコ生放送の代替配信はOPENREC.tvとなった。また、ニコニコチャンネル会員向けの完全版アーカイブおよびアフタートークはニコニコサービス復旧後に公開される予定だったが、大規模メンテナンスが長期となったため、期間中の完全版アーカイブとアフタートークはOPENREC.tvに一時的に移行し、OPENRECサブスク限定で公開されていた[2]。第47回（2024年8月13日配信）をもってOPENREC.tvでの代替配信を終え、ニコニコチャンネルサービス再開後の第48回（2024年8月27日配信）よりニコニコ生放送での配信に戻った。

## 主なコーナー
ささはお的最強キャラ考え体
篠原が隊長、稲垣が副隊長として、様々な属性から最強のキャラを考えていく。
ささはおゲーミング
何かしらのゲームをプレイする。
ささはおクエスト
2人に挑戦してほしいことをメールで募集する。

## ゲスト
- 第43回 - 佐藤榛夏

## イベント
「さっさとはおー」番組イベント2023
2023年9月10日に星陵会館にて開催。
まぁたん&ゆりりん & さっさとはおー 番組コラボイベント
2024年3月3日に渋谷区文化総合センター大和田 さくらホールにて開催。
『まぁたんゆりりん』からMachicoと駒形友梨がそれぞれ出演。
「さっさとはおー」番組イベント2024
2024年5月12日に星陵会館にて開催。
まぁたん＆ゆりりん×さっさとはおーコラボトークライブ2025
2025年4月13日に星陵会館にて開催。
『まぁたんゆりりん』からMachicoと駒形友梨がそれぞれ出演。
さっさとはおー×はなまきこもちぃコラボイベント2025
2025年6月14日に星陵会館にて開催。
MCとして駒形友梨、『はなまきこもちぃ』から花谷麻妃と小森結梨がそれぞれ出演。
「さっさとはおー」番組イベント‐Lv.3‐
2025年6月28日に星陵会館にて開催。